# Debhata
Debhata è un sottodistretto (upazila) del Bangladesh situato nel distretto di Satkhira, divisione di Khulna. Si estende su una superficie di 176,33 km² e conta una popolazione di 125.358 abitanti (dato censimento 2011).